# 費利西亞兒童短期大學
費利西亞兒童短期大学（英語：Felicia College of Childhood Education）是一所位于日本东京都町田市的私立短期大学。2020年改為現名。2021年男女共學化。

## 概要

### 简介
- 学校最早可以追溯到1926年[1]。短期大学为于1968年开办[2]。由学校法人明泉学园经营、来源于基督教[3]。

### 历史
- 1968年 鹤川女子短期大学成立并同时设置幼儿教育学科[2]。
- 1968年 国际儿童教育专攻成立于专科。

### 宪章
- 请参看鹤川女子短期大学的标志 （日語） 2013年11月26日阅览。

## 学校环境
- 校区：在东京都町田市

## 历任校长
- 松井三雄：第一代短期大学校长[4]。
- 百濑和男：现在短期大学校长[5]

## 著名人和有关人员
- 佐藤淑子

## 组织

### 学科
- 幼儿教育学科

### 专科
| - 国际教育专攻 |

### 业余课程
| - 没有 |

### 附属学校
| - 幼儿园 |

### 附属机关
| - 图书馆 |

## 相关链接
- 日本短期大学列表